# Met hart en ziel (single)
Met hart en ziel is een single van Tröckener Kecks. Het is afkomstig van hun gelijknamige studioalbum. De band kwam uit de punkbeweging en wilde energieke muziek maken. Rick de Leeuw, Rob de Weerd, Theo Vogelaars, Leo Kenter vonden dat het Met hart en ziel moest, anders was het zinloos. Tegenover de energieke muziek staat de enigszins lijzige stem van de Leeuw. Het nummer begint met een verwijzing naar Elvis Presley (Hij glittert in de spot):
- One for the money, two for the road;
- Een voor het geld, twee voor de show.

## Hitnoteringen
De Tröckener Kecks hadden vijf bescheiden hitjes in Nederland, waarvan dit de grootste was. Gestage verkoop over een
aantal weken, maar zonder uitschieters, dus de notering bleef bescheiden.

### Nederlandse Top 40
| Positie: | 35 | 34 | 38 | uit |

### NederlandseDaverende 30
| Positie: | 93 | 70 | 57 | 52 | 48 | 42 | 42 | 47 | 65 | 95 | uitg |

### NPO Radio 2 Top 2000
| Nummer met noteringen in de NPO Radio 2 Top 2000 | '06  | '07  | '08  | '09  | '10  | '11  | '12  | '13  | '14  | '15  | '16  | '17  | '18  | '19  | '20  | '21  | '22  | '23  | '24  |
| ------------------------------------------------ | ---- | ---- | ---- | ---- | ---- | ---- | ---- | ---- | ---- | ---- | ---- | ---- | ---- | ---- | ---- | ---- | ---- | ---- | ---- |
| Met hart en ziel                                 | 1509 | 1392 | 1945 | 1479 | 1545 | 1406 | 1539 | 1564 | 1403 | 1559 | 1886 | 1787 | 1839 | 1790 | 1889 | 1888 | 1922 | 1920 | 1947 |

1. ↑  Een vetgedrukt getal geeft de hoogste notering aan.
2. ↑  2006 was het eerste jaar met een notering voor dit nummer.

## Trivia
- Hart en ziel is een ander lied met een bijna gelijke titel van Danny de Munk.
- In 2013/2014 werd het lied gebruikt in een reclame van ING.